# Cyproniscus decemspinosus
Cyproniscus decemspinosus là một loài chân đều trong họ Cyproniscidae. Loài này được Menzies & George miêu tả khoa học năm 1972.